# Apaidia griseata
Apaidia griseata är en fjärilsart som beskrevs av Legrand 1938. Apaidia griseata ingår i släktet Apaidia och familjen björnspinnare. Inga underarter finns listade i Catalogue of Life.